# Agave flexispina
Agave flexispina ist eine Pflanzenart aus der Gattung der Agaven (Agave). Ein englischer Trivialname ist „Century Agave“.

## Beschreibung
Agave flexispina wächst einzeln oder mehrköpfig. Die offenen, kleinen Rosetten erreichen Wuchshöhen von 25 bis 35 cm und einen Durchmesser von 50 bis 70 cm. Die variablen, kräftigen bläulichen, gelb- grüngefärbten Blätter sind 16 bis 30 cm lang und 6 bis 8 cm breit. Die welligen, mit einer braunen Kante versehenen Blattränder sind gezahnt. Der flexibel angeordnete, braune bis graue Enddorn ist 2,5 bis 3,5 cm lang.
Der rispige, schmale, gerade bis gebogene Blütenstand wird 2,5 bis 3,5 m hoch. Die grünen bis gelben Blüten sind 50 bis 70 mm lang und erscheinen im oberen Bereich des Blütenstandes und reichen bis zur Spitze, an lockeren, unregelmäßig angeordneten Verzweigungen. Die zylindrische bis becherförmige Blütenröhre ist 13 bis 18 mm lang.
Die variabel geformten braunen, dreikammerigen Kapselfrüchte sind 35 bis 45 mm lang und 15 bis 17 mm breit. Die mondförmigen, schwarzen Samen sind 5,5 bis 7 mm lang und 4 bis 5 mm breit.
Die Blütezeit reicht von Juni bis Juli.

## Systematik und Verbreitung
Agave flexispina wächst in Mexiko in den Bundesstaaten Durango, Zacatecas und Chihuahua an steinigen Hängen, in Gras- und Waldland in 1300 bis 2300 m Höhe. Sie ist vergesellschaftet mit Kakteen- und Sukkulentenarten.
Die Erstbeschreibung durch William Trelease ist 1920 veröffentlicht worden.
Agave flexispina ist ein Vertreter der Gruppe Ditepalae. Die Rosette und der Blütenstand ist insgesamt schmaler in Kontrast zu anderen Arten der Ditepalae-Gruppe. Sie ähnelt Agave palmeri und Agave shrevei, jedoch sind Unterschiede in der Blütenstruktur erkennbar.
Agave flexispina wird im Botanischen Garten Huntington in San Marino in Kalifornien kultiviert.